# Fréquence d'auto-information
Pour les articles homonymes, voir Fréquence (homonymie).
La fréquence d'auto-information est une fréquence aéronautique utilisée lors du survol de zones non contrôlées (Classe G et F). 

Elle peut également être appelée UNICOM (Universal Communications) ou MULTICOM selon l'usage anglo-saxon. 

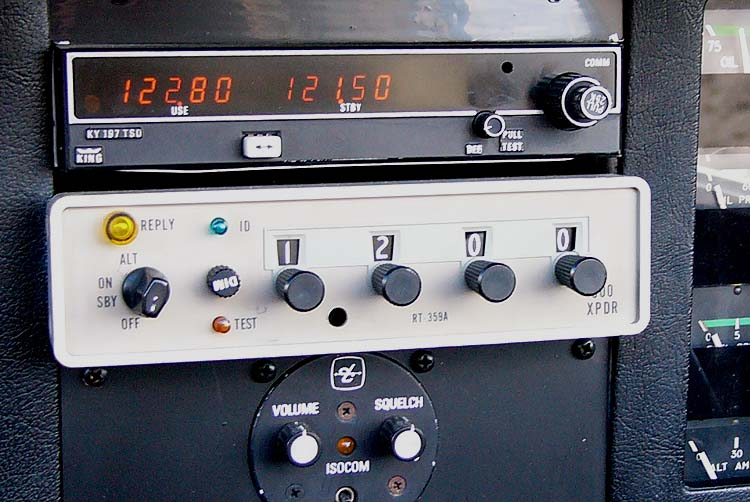
Émetteur-récepteur de radiocommunication d'une station aéronautique sur les fréquences radios de 122,800 MHz et de 121,500 MHz sur un transpondeur

## Description
Quand un pilote est en croisière et survole un espace non contrôlé, il doit informer les autres pilotes de ses actions. 

Le pilote doit anticiper ses actions.
La fréquence UNICOM dispose d'un filtre permettant d'éliminer les communications en mode texte de pilotes trop éloignés entre eux.
Unicom permet en mode texte au pilote :
- d'envoyer une auto-information aux autres pilotes pour qu'ils puissent connaître ses intentions de vol
- de recevoir les auto-informations d'autres pilotes
- de coordonner avec d'autres pilotes des procédures (Mouvement au sol, Décollage, Approche...)

## Fréquences
La fréquence réelle utilisée dans un aéroport en particulier se trouve dans la section du tableau des aérogares ou dans les répertoires des aéroports, comme le Supplément de vol. 

### Spécificités

#### France
En France, les canaux suivants notamment sont définis par la Direction générale de l'Aviation civile pour l'auto-information :
- 122,250 MHz pour les ballons et montgolfières ;
- 122,500 MHz pour le vol à voile et les planeurs ;
- 123,050 MHz pour les hélicoptères ;
- 123,450 MHz pour les aéronefs en vol ;
- 123,500 MHz pour les aéronefs, lors des circuits d'approche ou de départ, lorsqu'aucune fréquence spécifique n'est désignée.

#### États-Unis
Aux États-Unis, les fréquences radio UNICOM sont assignées par la Commission fédérale des communications.

#### Canada
Au Canada, les fréquences radio UNICOM sont assignées par Transports Canada.

#### International

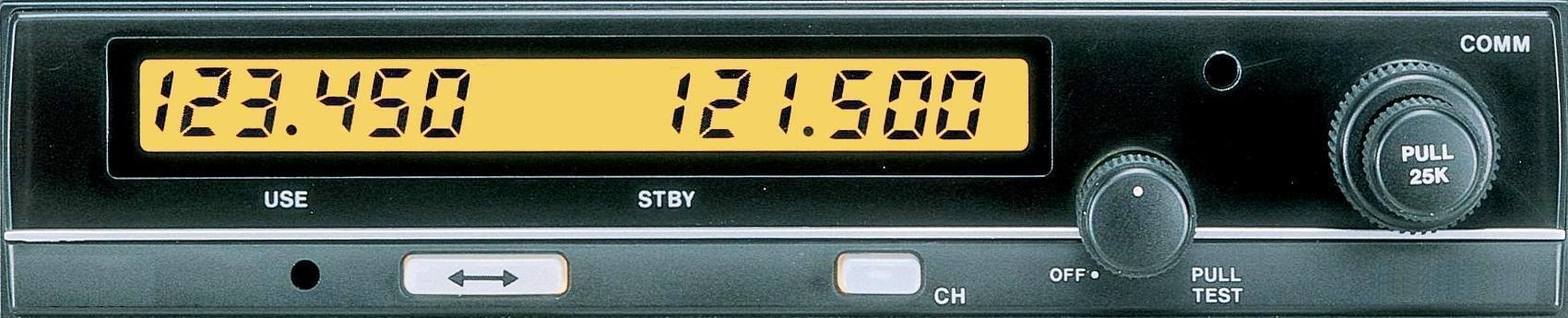
Un émetteur-récepteur d'un aéronef en vol au-dessus de l'Océan Atlantique Nord.

La fréquence de 123,45 MHz en radiotéléphonie est le canal mondial de communications air-air entre les aéronefs en vol pour échanger l’information opérationnelle, rapports de position réguliers aux aéronefs en vol au-dessus de zones hors de portée des stations VHF au sol, (R) et (OR) (Inter-pilotes), avec une bande de garde de 50 kHz (aucune autre porteuse que 123,45 MHz n'étant autorisée sur la plage de fréquences allant de 123,425 MHz à 123,475 MHz).

### Synthèse
Quelques fréquences radio UNICOM couramment assignées sont listées ci-dessous :
| Canal       | OACI | France | Canada | États-Unis |
| ----------- | ---- | ------ | ------ | ---------- |
| 122,250 MHz |      | oui    |        |            |
| 122,500 MHz |      | oui    |        |            |
| 122,700 MHz |      |        | oui    | oui        |
| 122,725 MHz |      |        | oui    |            |
| 122,750 MHz |      |        | oui    |            |
| 122,775 MHz |      |        | oui    |            |
| 122,800 MHz |      |        | oui    | oui        |
| 122,825 MHz |      |        | oui    |            |
| 122,900 MHz |      |        |        | oui        |
| 122,950 MHz |      |        | oui    | oui        |
| 122,975 MHz |      |        |        | oui        |
| 123,000 MHz |      |        | oui    | oui        |
| 123,050 MHz |      | oui    |        | oui        |
| 123,075 MHz |      |        |        | oui        |
| 123,300 MHz |      |        | oui    |            |
| 123,350 MHz |      |        | oui    |            |
| 123,450 MHz | oui  | oui    |        |            |
| 123,500 MHz |      | oui    | oui    |            |